# Florent Jodoin
Joseph Noel Florent Jodoin (né le 24 décembre 1922 à Varennes (Québec) et mort le 9 mars 2008) est un coureur cycliste canadien. Il participe aux jeux olympiques de 1948,.